# Papercut
«Papercut» (с англ. — «Бумажный порез») — песня американской рок-группы Linkin Park. Она вышла как третий сингл из их дебютного альбома Hybrid Theory. Песня заняла 14 место в UK Singles Chart в 2001 году и продержалась в чарте шесть недель. Песня также заняла 32 место в «Modern Rock Tracks Chart» в 2002 году.

## Обзор
«Papercut» — это песня о человеке, преследуемом паранойей.
«Papercut» — одна из любимых песен Майка Шиноды и Честера Беннингтона. На вопрос почему, Честер ответил: «Просто её легче всего исполнять». На концертах строчка «something in here’s not right today» заменена на «something inside’s not right today». Так же на живых выступлениях Честер скримит некоторые части песни, как он делал в демоверсии песни. «Papercut» была включена в саундтрек к фильму «Противостояние».
В альбоме ремиксов «Reanimation» есть ремикс этой песни в стиле рэп-рок, называемый «Ppr:Kut», который был сделан диджеем Cheapshot из рэп-группы Styles of Beyond. Элементы из песни были использованы в песне «Sold My Soul to Yo Mama», появляющейся на «LP Underground 4.0» и «Songs from the Underground». В альбоме «Collision Course», сделанном совместно с Jay-Z, есть микс Papercut и Big Pimpin'. Гитарные рифы из Papercut Также были использованы в треке We Made It.

## Музыкальное видео
В клипе показано как группа находится в доме, они играют песню в плохо освещённой комнате, в которой можно увидеть картину, на которой нарисована обложка демоальбома Xero. Эта картина была нарисована Майком Шинодой за ночь до того как был снят клип. Справа от комнаты, в которой находится группа, располагается тёмная кухня, в которой видно что-то пишущего человека (похоже на параноика, о котором поётся в песне); слева от них находится комната, предположительно — лаборатория, со странным существом внутри, которое движется невероятно быстро. Позже в песне из этого существа вылетают стрекозы, в то время как картина и левая стена деформируются, будто резиновые. В комнате есть статуя птицы, которая двигает головой. В одном из моментов пальцы Майка вытягиваются в длину. На стенах комнат можно увидеть нацарапанный текст песни. Клип наводит жутковатые чувства и паранойю, о которых эта песня. В середине видео, где-то в 2:03, странная синяя фигура пробегает через группу. В конце видео, после того, как экран становится чёрным, группа исчезает, но инструменты остаются на тех местах, где были музыканты. В клипе только один член группы замечает странные вещи, что происходят вокруг — барабанщик Роб Бурдон (возможно потому, что он единственный, кто не играет на инструментах, несмотря на то, что в песне присутствуют ударные). К тому же лицо Роба в начале последнего припева вытягивается вбок (сделано при помощи накладной маски). Так же несмотря на то что в песне применяются электрогитары с эффектом дисторшн, в клипе гитарист Брэд Делсон изображён играющим на акустической гитаре, и бас-гитарист Дэйв Фаррелл показан играющим на акустической бас-гитаре.
Музыкальное видео было сопродюсировано Натаном «Кармой» Коксом и диджеем LP Джо Ханом (который так же сделал клипы «Pts.OF.Athrty» and «In the End»).

## Список композиций
Слова и музыка всех песен — Linkin Park.
| №  | Название                     | Длительность |
| -- | ---------------------------- | ------------ |
| 1. | «Papercut»                   | 3:05         |
| 2. | «Points of Authority» (Live) | 3:25         |
| 3. | «Papercut» (Live)            | 3:12         |
| 4. | «Papercut» (Video)           | 3:13         |

## Участники записи
- Честер Беннингтон — вокал, бэк-вокал
- Брэд Делсон — гитара
- Майк Шинода — семплирование, рэп
- Ян Хорнбек — бас-гитара
- Джо Хан — тёрнтейблизм, семплирование
- Роб Бурдон — ударные, перкуссия

## Чарты

### Недельные чарты
| Чарт (2001-02)                      | Пик позиций |
| ----------------------------------- | ----------- |
| Австралия (ARIA)                    | 87          |
| Австрия (Ö3 Austria Top 40)         | 43          |
| Германия (Official German Charts)   | 49          |
| Нидерланды (Single Top 100)         | 39          |
| Швейцария (Schweizer Hitparade)     | 80          |
| UK Rock & Metal (OCC)               | 1           |
| Великобритания (OCC UK Singles)     | 14          |
| США (Billboard Alternative Airplay) | 32          |
|                                     |             |

| Чарт (2017)                                  | Пик позиций |
| -------------------------------------------- | ----------- |
| Чехия (Singles Digitál Top 100)              | 100         |
| США (Billboard Hot Rock & Alternative Songs) | 18          |